# Bai Yao Pu
Bai Yao Pu (chinesisch 百妖谱) ist eine Zeichentrickserie aus der Volksrepublik China, die seit 2020 veröffentlicht wird. Sie entstand im Auftrag der Plattform Bilibili auf Grundlage eines Romans von Sha Luo Shuang Shu und wurde als Fairies Album auch international veröffentlicht. 

## Inhalt
Die mächtige Geistheilerin Tao Yao ist mit ihren Begleitern auf Reise durch ein mittelalterlich anmutendes China, in dem neben den Menschen auch übernatürliche Wesen leben. Sie trifft auf die verschiedensten Kreaturen mit ihren jeweils eigenen Problemen, die sie selbst oder die Menschen um sie herum heimsuchen. Nicht uneigennützig hilft sie ihnen, denn sie ist auf der Suche nach dem mächtigen Feenalbum, mit dem man Macht über die Geister ausüben kann. Die für uneingeweihte als gewöhnliches Mädchen erscheinende Yao wird begleitet vom Mönch Mo Ya und dem Schlangendämon Liu Gon Zi, der die Kontrolle über einen menschlichen Körper übernommen hat. Während Mo Ya in der Schuld von Yao steht, da sie auch dem im Wachstum gehemmten Mönch half, will der Dämon eigentlich Mo Ya ausnutzen, hat sich aber auf einen Handel mit Yao eingelassen. 

## Produktion und Veröffentlichung
Die Serie entstand im Auftrag von Bilibili bei den Studios Haoliners Animation und CMC Media. Regie führte Yi Dong und die Produzenten sind Dong Yi und Zhang Shengyan. Für den Schnitt war Chun Ri You Ling verantwortlich. Das Vorspannlied ist Shan Nian Qi von Li Yugang und der Abspann ist unterlegt mit Qian Sheng Yan von Jun Jun. 
Die Erstausstrahlung der Serie erfolgte auf der online auf der Plattform Bilibili. Die erste Staffel startete am 25. April 2020 und wurde am 4. Juli 2020 mit der zwölften Folge abgeschlossen. Es folgte vom 18. Juli bis 26. September 2021 die zweite Staffel mit weiteren zwölf Episoden. Die dritte Staffel wurde vom 25. Juli bis 3. Oktober 2022 in zwölf Folgen veröffentlicht. Die zwölf Episoden der vierten Staffel wurden vom 22. Februar bis zum 2. Mai 2024 gezeigt. Die dritte und die vierte Staffel wurden ab 25. Juli 2022 auch international auf der Plattform Crunchyroll herausgegeben, unter anderem mit deutschen und englischen Untertiteln. 

### Synchronisation
| Rolle       | chinesische Stimme |
| ----------- | ------------------ |
| Tenggen     | Tu-Te-Ha-Meng      |
| Xiaogui     | Lanling Li         |
| Wang Nainai | Jiayi Li           |
| Jingzhe     | Lin Hu             |
| Jingyuan Si | Zhenji Huang       |